# Cyaxare II
Cyaxare II (en grec ancien Κυαξάρης / Kuaxárês) est un roi des Mèdes, fils d'Astyage, qui régna, selon Xénophon, de 560 à 536. Quelques-uns l'appellent Darius le Mède et croient que c'est l'Assuérus de la Bible. Il confia le commandement de ses armées à Cyrus, son neveu, qui fit pour lui de grandes conquêtes, et lui succéda.
Cyaxare II n'est pas mentionné dans les histoires d'Hérodote ou de Ctésias, et de nombreux érudits doutent qu'il ait réellement existé. La question de son existence est importante pour savoir si la fusion du royaume des Mèdes avec celui des Perses vers 537 av. J.-C. fut pacifique comme le raconte Xénophon (8.6.22, 8.7.1), ou s'il fut soumis lors de la rébellion des Perses contre le grand-père de Cyrus en 559 avant J.-C., une date dérivée d'Hérodote (1.214) et presque universellement acceptée.

## Source
Cet article comprend des extraits du Dictionnaire Bouillet. Il est possible de supprimer cette indication, si le texte reflète le savoir actuel sur ce thème, si les sources sont citées, s'il satisfait aux exigences linguistiques actuelles et s'il ne contient pas de propos qui vont à l'encontre des règles de neutralité de Wikipédia.
- (en) Cet article est partiellement ou en totalité issu de l’article de Wikipédia en anglais intitulé « Cyaxares II » (voir la liste des auteurs).